# Diastosphya albisetosa
Diastosphya albisetosa là một loài bọ cánh cứng trong họ Cerambycidae.